# Manoir de Lerre
Le manoir de Lerre est un manoir situé au Grippon (ancienne commune de Champcervon) comportant quatre bâtiments construits vers la fin du XVe dessinant une cour carrée. L’ensemble présente plusieurs particularités qui apportent des renseignements précieux sur l’architecture civile de la fin du Moyen Âge dans l’Avranchin.
La salle basse du logis comprend une cheminée monumentale ainsi qu'une galerie de circulation qui semble être un unicum.

## Histoire
Il y a dans Champcervon un village de Lerre, dont un seigneur, nommé Roger de Lerre, donna des fonds pour la reconstruction de la nef de l’église paroissiale : un autre appelé le Domaine, et un manoir, ancienne habitation seigneuriale qui n’a guère conservé du passé qu’une chambre, dite chambre-des-réserves.
Il est inscrit aux Monuments historiques depuis le 22 décembre 2016.

## Description
Le manoir est une propriété privée mais ouverte au public.

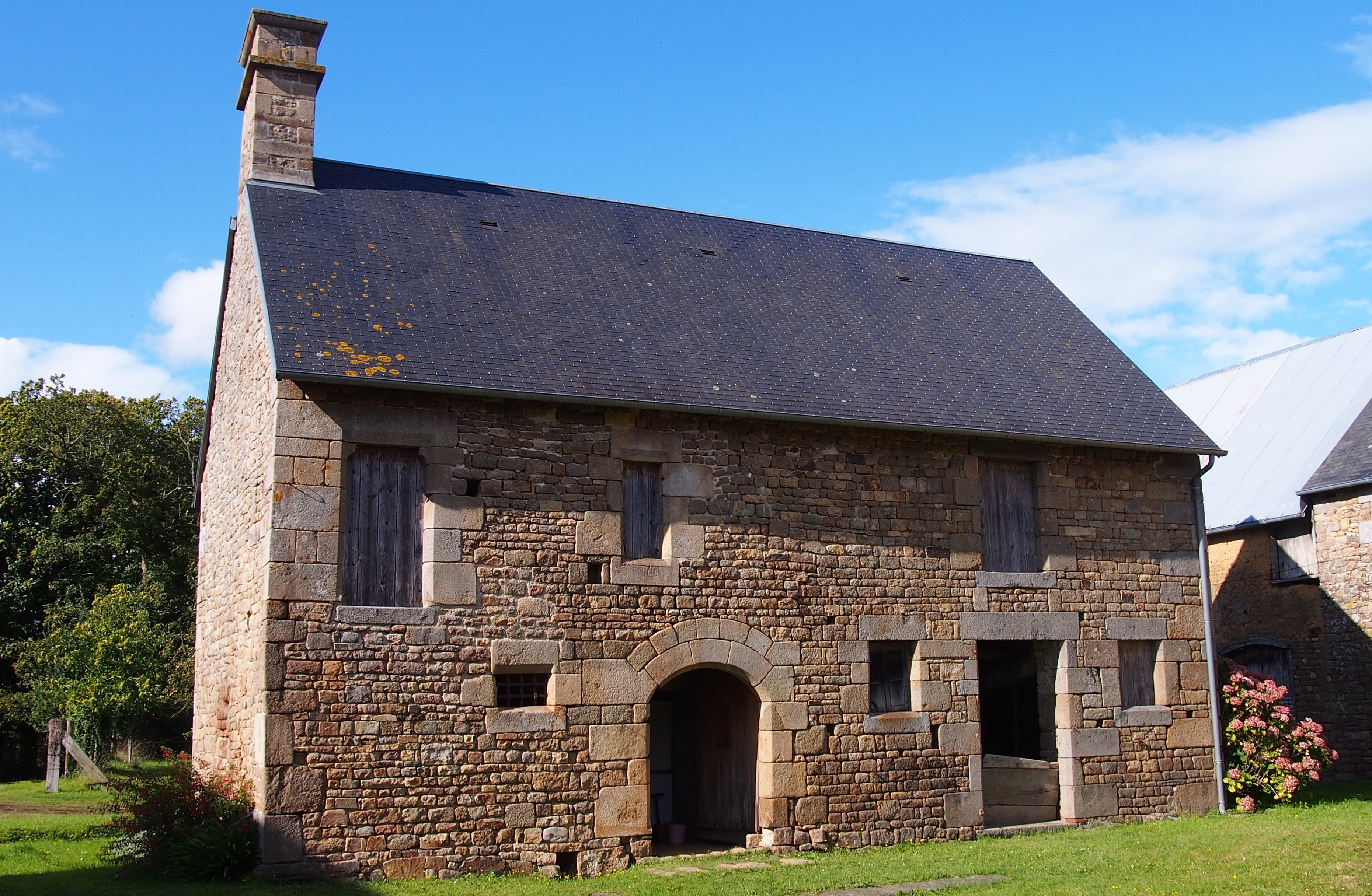
Le bâtiment septentrional.